# Соколівка (Бібрська міська громада)
Соколі́вка — село в Україні, у Львівському районі Львівської області. Населення становить 58 осіб (станом на 01.01.2017 рік). Орган місцевого самоврядування — Бібрська міська рада.

## Походження назви села
Ще сім тисяч років тому у наших предків був міф про Першобога-Птицю Сокола-Рода. Тож птах сокіл у нас здавна був тотемом. Недаремно ж сокіл як світотворча сила оспівується у наших обрядових піснях сонцепоклонницького походження. Як тотемізм сокіл виступає і в багатьох українських весільних піснях і піснях молодіжного циклу: «Соколонько прилітає, на тій лелії сідає. Срібний перстень тримає… Треба пані дати, що має до шлюбу ставати». Про надзвичайну увагу до сокола-тотема говорить близько півсотні назв сучасних українських поселень та майже тридцять назв річок.

## Історія села

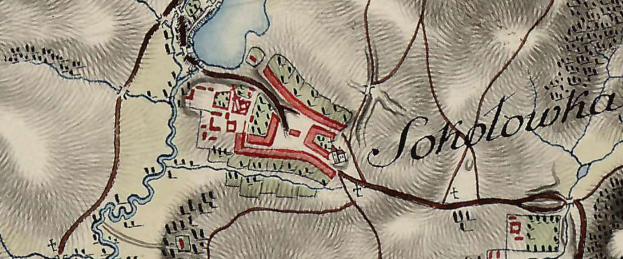
Соколівка, костел та кам'яні оборонні мури (червоне позначення) на австрійській мапі фон Міга XVIII століття. Видно костел, плебанію і будівлі навколо костелу та кам'яні мури навколо села.

Перша письмова згадка датується 1389 роком. Посідачем чи власником села був руський боярин Бенко (Бенько, Бенедикту) з Кухар.
Кільканадцять разів перепродувана, Сенява у XVI ст. стала власністю Миколая Сенявського. Найбільші власники галицьких земель Сенявські були відомі як польська магнатська родина східного польського пограниччя з села Сенява, що біля Ярослава. В честь родинного села, чи прізвища, такою ж назвою — «Сенява», було названо і одно з сіл Бібреччини — сьогоднішнє село Соколівка. Але назва не прижилася, хоч присілок Соколівки дотепер називається «Сенів». Найцікавіше, що з половини XVI і аж до початку XIX ст. Сенява-Соколівка мала статус міста. Про колишню велич Соколівки нагадує лише старий, майже зруйнований костел Святої Трійці. На 01.01.1939 р. в Соколівці проживало 970 мешканців (640 українців-грекокатоликів, 270 українців-римокатоликів, 30 поляків і 30 євреїв).
Нинішня ж східна частина села (прилегла до П'ятничан) була німецькою колонією Мільбах (нім. Mühlbach), заснованою у XVIII сторіччі. Рішенням міністра внутрішніх справ 25 листопада 1938 року замість німецької назви Мільбах село перейменували на Млиновіце. На 01.01.1939 р. в селі проживало 260 мешканців (40 українців, 10 євреїв і 210 німців). У січні 1940 року всіх німецьких колоністів Галичини вивезли до Вартегау.

## Населення

### Мова
Розподіл населення за рідною мовою за даними перепису 2001 року:
| Мова       | Кількість | Відсоток |
| ---------- | --------- | -------- |
| українська | 98        | 98%      |
| російська  | 2         | 2%       |
| Усього     | 100       | 100%     |

## Політика

### Парламентські вибори, 2019
На позачергових парламентських виборах 2019 року у селі функціонувала окрема виборча дільниця № 460304, розташована у приміщенні школи.
Результати
- зареєстровано 57 виборців, явка 89,47%, найбільше голосів віддано за Всеукраїнське об'єднання «Батьківщина» — 39,22%, за Європейську Солідарність — 21,57%, за Громадянську позицію — 9,8%.[7] В одномандатному окрузі найбільше голосів отримав Андрій Кіт (самовисування) — 75,51%, за Олега Канівця (Громадянська позиція) — 10,20%, за Євгенія Гірника (самовисування) — 8,16%[8].

## Костел Святої Трійці
Римсько-католицька парафія вперше згадується 1593 року, хоча формально була закладена 02.03.1594 року. Її фундаторками були доньки Олександра Сенявського, дідички — сондецька каштелянка Анна Стадніцька та Зофія Олесніцька. Приблизно тоді побудували костел Святої Трійці. Костел був оточений мурами та баштами з бійницями і виконував оборонну функцію.
Свого часу інтер'єр храму був прикрашений розписами Кацпера Вільжинського та скульптурами святих (деякі з них зберігаються у фондосховищі Олеському замку).
За свою історію він потерпів від нападів козаків, пожеж, конфіскацій австро-угорського уряду та руйнацій Світових воєн. 06.03.1944 року за іншими даними (07.03.1944 року) повстанці напали на Соколівку і Ходорківці. Із соколівського костелу вони забрали частину майна, решту знайдених речей спалили в захристі. Костел горів до опівдня 08.03.1944 року .

## Фотогалерея

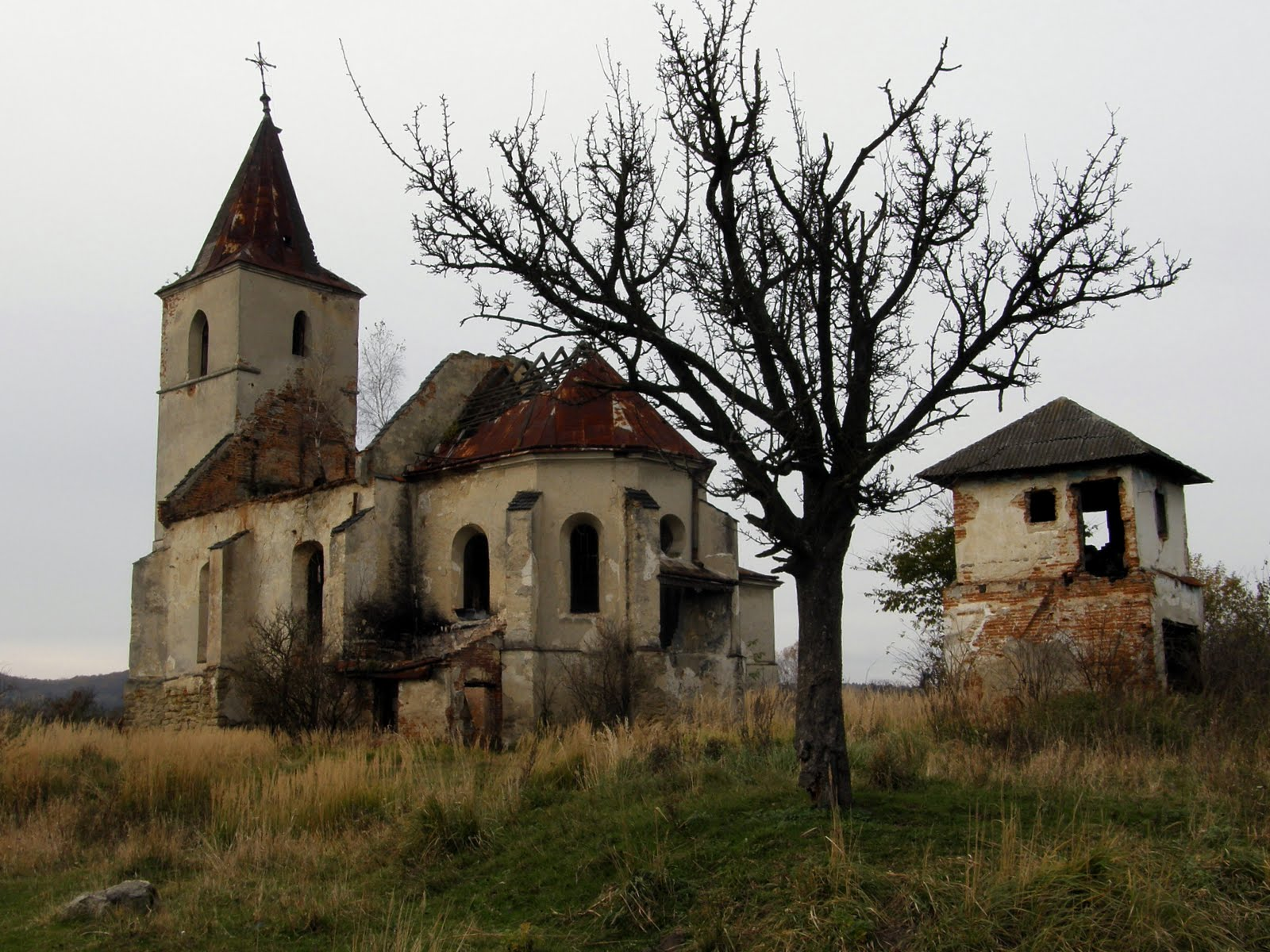
Костел Святої Трійці, 1594-1600 рр.
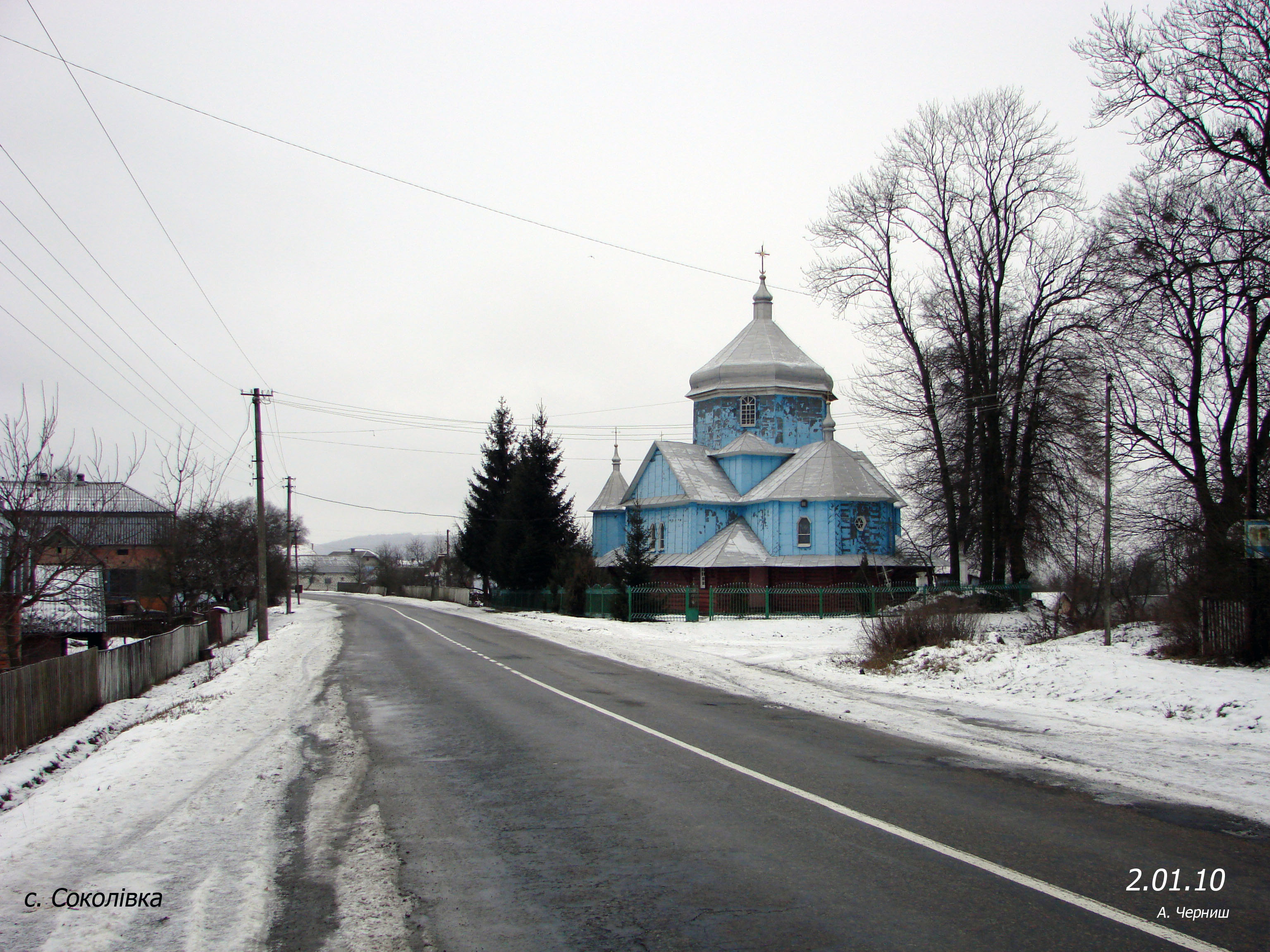
Дерев'яна церква Св. Миколи, 1924